# 슬루츠키 방정식
슬루츠키 방정식(영어: Slutsky equation)은 경제학에서 한 재화의 가격 변화로 인한 수요의 변화가 대체 효과와 소득 효과의 결과로 이루어진 것임을 나타내는 공식이다. 수학자이자 경제학자인 예브게니 슬루츠키의 이름을 따서 명명되었다.

## 방정식
상품 수요량의 증가는 대체 효과와 소득 효과 두 부분으로 분해할 수 있다. 그림이 다음과 같을 때 수요량 {\displaystyle x}가 증가하면 대체 효과가 일어났다고 하며 이는 증가한 수요량에 기존 수요량을 빼준 값과 같다. 이 식은 다음과 같이 변형할 수도 있다.
{\displaystyle x'-x_{0}=(x''-x_{0})+(x'-x'')}
이렇게 변형한 식의 양변을 가격 변화폭 {\displaystyle \Delta P_{x}}로 나눈다. 그러면 다음 식을 얻을 수 있다.
{\displaystyle {x'-x_{0} \over \Delta P_{x}}={(x''-x_{0}) \over \Delta P_{x}}+{(x'-x'') \over \Delta P_{x}}}
이 식의 좌변인 {\displaystyle {x'-x_{0} \over \Delta P_{x}}}은 명목 소득인 {\displaystyle M}이 일정할 때 어떤 상품의 가격에 변화가 있을 때 이 상품의 수요의 변화를 나타낸다고 할 수 있다. 따라서 각각 다음과 같은 표현으로 바꿀 수 있다. {\displaystyle R}은 실질 소득으로 {\displaystyle {\Delta R \over \Delta P_{x}}}는 쌀 가격 하락에 따른 실질 소득의 증가를 나타내며, {\displaystyle {\Delta x \over \Delta R}}는 실질 소득의 증가에 따른 그 상품 수요량의 증가를 나타낸다.
{\displaystyle {\Delta x \over \Delta P_{x}}={\Delta x \over \Delta R}\times {\Delta R \over \Delta P_{x}}}
만약 소비자가 상품 150단위를 소비하고 있는 중이라면 상품 가격이 1 내렸을 때 소비자가 절약할 수 있는 지출은 150이라고 할 수 있다. 그러므로 상품 가격 하락에 따른 실질 소득의 증가는 다음과 같이 표현할 수 있다. 여기에서 상품 수요량 {\displaystyle x}에 {\displaystyle -}가 붙는 이유는 상품 가격이 내려가 음의 값을 갖게 되면 실질 소득은 증가해 양의 값을 가지게 되고 상품 가격이 올라 양의 값을 가지게 되면 수요는 감소해 음의 값을 가지기 때문이다.
{\displaystyle {\Delta R \over \Delta P_{x}}=-x}
소득 효과는 한 상품의 가격이 변하여 실질 소득의 변화가 생길 때 그 상품의 수요에 어떤 영향을 미치는 지를 측정하고자 한다. 이때 실질 소득과 명목 소득을 서로 구분하지 않는다고 하면 식을 다음과 같이 정리할 수 있게 된다. 이 식을 슬루츠키 방정식이라 부르며 가격 효과가 대체 효과와 소득 효과의 합으로 표현될 수 있음을 보여주는 식이 된다.
{\displaystyle {\Delta x_{M} \over \Delta P_{x}}={\Delta x_{U} \over \Delta P_{x}}-x\times {\Delta x \over \Delta M}}

## 참고 자료
- 이준구 (2008년 7월 20일). 《미시경제학》. 법문사.

## 같이 보기
- 소비자 이론
- 무차별 곡선